# Saint Kitts i Nevis na Mistrzostwach Świata w Lekkoatletyce 2023
Saint Kitts i Nevis na Mistrzostwach Świata w Lekkoatletyce 2023 – reprezentacja Saint Kitts i Nevis podczas mistrzostw świata w Budapeszcie liczyła jednego zawodnika.

## Skład reprezentacji

### Mężczyźni
| Zawodnik      | Konkurencja   | Eliminacje   | Eliminacje | Półfinał | Półfinał | Finał | Finał   | Źródło |
| Zawodnik      | Konkurencja   | Wynik        | Pozycja    | Wynik    | Pozycja  | Wynik | Pozycja | Źródło |
| ------------- | ------------- | ------------ | ---------- | -------- | -------- | ----- | ------- | ------ |
| Nadale Buntin | bieg na 200 m | 20,90 (,894) | 40.        | NQ       | NQ       | NQ    | NQ      | [ 1 ]  |